# Distrito de Thanjavur
Thanjavur (en Tamil; தஞ்சாவூர் மாவட்டம்) es un distrito de India, en el estado de Tamil Nadú.
Comprende una superficie de 3 477 km².
El centro administrativo es la ciudad de Thanjavur.

## Demografía
Según el censo de 2011 contaba con una población total de 2 402 781 habitantes.